# Risaralda
Risaralda es uno de los treinta y dos departamentos que forman la República de Colombia. Su capital y ciudad más poblada es Pereira. Está ubicado en el centro-oeste del país, en la región andina. Con 4140 km² es el cuarto departamento menos extenso —estando por delante los departamentos de Atlántico, Quindío y San Andrés y Providencia, el menos extenso— y con 230 hab/km², el cuarto más densamente poblado, por detrás de San Andrés y Providencia, Atlántico y Quindío. Pertenece a la región del Eje cafetero y a la región paisa.

## Toponimia
A principios del siglo XVIII, el español Jerónimo de Rizaralde montó en la parte media del río una vasta estancia de caña donde producía melaza y panela y tenía instalado un zacatín para sacar aguardiente. Poco a poco, los vecinos empezaron a identificar esa parte del río con el nombre de Rizaralde: así que hablaron del río de Rizaralde, el camino de Rizaralde, las tierras de Rizaralde y, al final, la palabra Rizaralde se convirtió en Risaralda, y así se siguió conociendo una parte del río y el valle estrecho que recorría.

## Historia

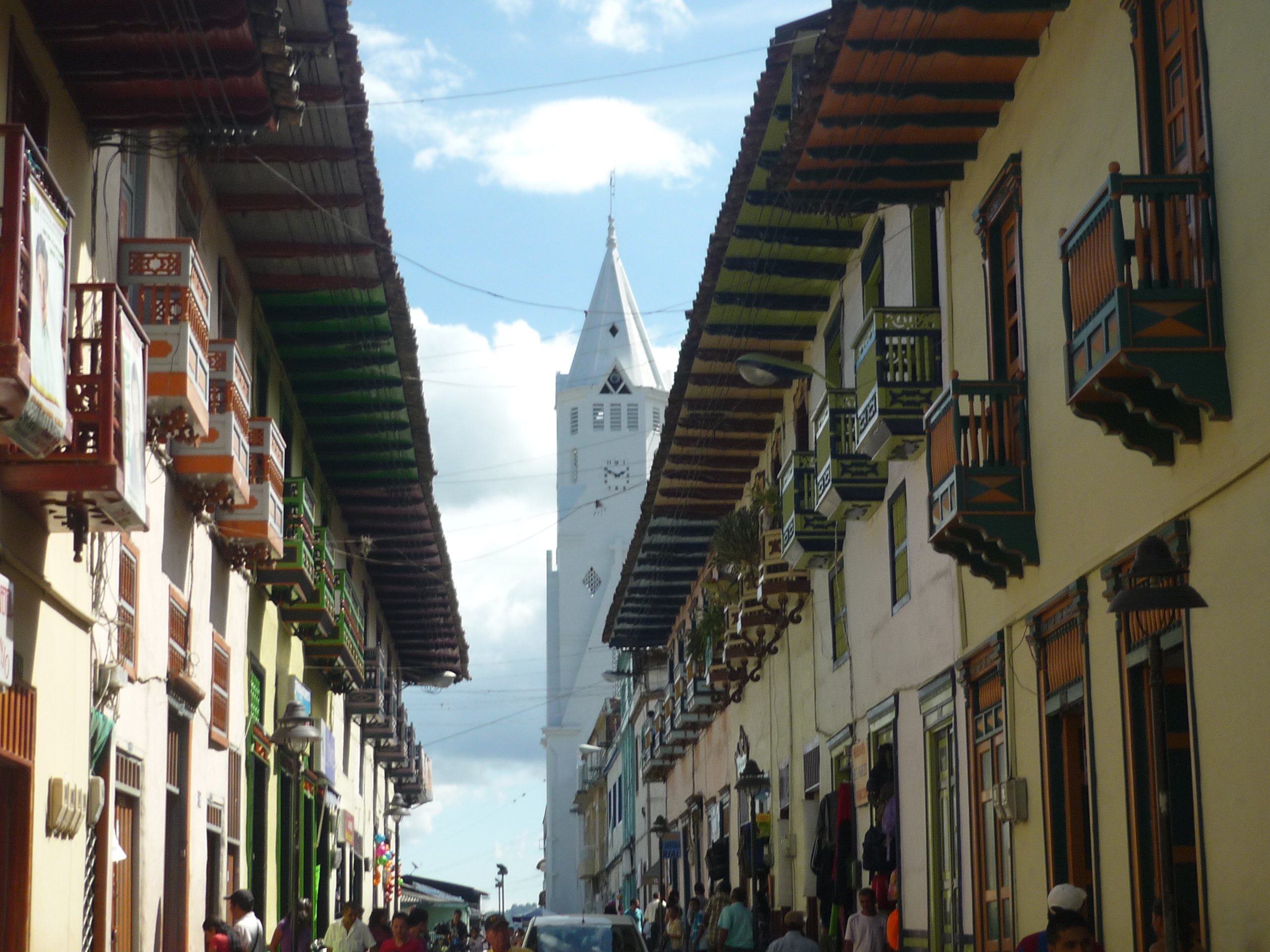
Calle Real de Santuario, vestigio arquitectónico de la colonización antioqueña.

Antes de la conquista el territorio estaba habitado por los quimbayas, gorrones y caramantas. El primer conquistador en llegar al territorio fue Sebastián de Belalcázar en 1537; posteriormente llegó una expedición a cargo de Juan de Vadillo. A la cabeza de algunos españoles se fundaron algunos pueblos, sin embargo la disminución de la población indígena y el poco interés de los europeos por estas tierras hizo que permanecieran abandonadas hasta mediados del siglo XIX, cuando la colonización antioqueña trajo el cultivo del café.
Durante la colonia y primeros años de la República, la región estuvo sujeta a la provincia de Popayán, en 1821 hizo parte del departamento del Cauca; desde 1857 formó parte del Estado Soberano del Cauca. En 1905 fue anexado al departamento de Caldas y en 1966 fue creado como departamento independiente con capital en Pereira.
Como consecuencia de las guerras civiles vividas durante el siglo XIX, gran cantidad de familias antioqueñas emigraron hacia el sur con la idea de fundar nuevas poblaciones y de crear rutas de comercio con los estados de Cundinamarca y Cauca. A este proceso se le llamó «Colonización antioqueña». Durante este periodo se fundaron la gran mayoría de los municipios del departamento. Después de 1880 cobró fuerza el cultivo de café y le restó importancia a la economía del maíz, del frijol y del plátano, abriendo puertas a una actividad más empresarial y más articulada en el mercado.
Desde la creación de la Confederación Granadina en 1858, se planteó la idea de crear un nuevo departamento al sur del Estado Soberano de Antioquia; sin embargo la idea no tuvo acogida. Nuevamente lo propuso en 1888 con el nombre de «Departamento de Sur» con Manizales como su capital. Más tarde, en la Regeneración Conservadora, Rafael Uribe Uribe, apoyado ampliamente por Aquilino Villegas y Daniel Gutiérrez Arango, propuso la creación del Departamento de Córdoba, con capital también en Manizales. El nombre de Córdoba tenía la finalidad de rendirle un homenaje al prócer antioqueño. Pero Uribe Uribe fue derrotado con la oposición de las representaciones de Cauca, Antioquia y Cundinamarca, varios ministros del Despacho y la inmensa mayoría conservadora de la Asamblea Nacional Constituyente.
A principios del siglo XX, el gobierno del presidente Rafael Reyes, con la finalidad de debilitar la hegemonía de los antiguos Estados Soberanos, propuso la creación de varios departamentos, entre ellos el «Departamento de Los Andes» con capital en Manizales, Cuando se decidió crear el departamento, hubo un desacuerdo en el congreso de la República: los antioqueños querían llamar al departamento Córdoba en honor al prócer de la independencia José María Córdova, sin embargo, los caucanos, dueños de la otra parte del territorio, querían llamarlo como el sabio naturalista, Francisco José de Caldas, condición que fue impuesta por el Cauca para aportar la otra mitad del nuevo departamento.
Definidos los límites, el departamento ocuparía una parte de Antioquia y otra parte del Cauca en partes iguales 50 por ciento cada uno, según lo dispuesto por la ley 17 de dicho año:

Créase el departamento de Caldas entre los departamentos de Antioquia y Cauca, cuyo territorio estará delimitado así: el río Arma desde su nacimiento hasta el río Cauca; éste aguas arriba hasta la quebrada de Arquía, que es el límite de la provincia de Marmato. Quedarán comprendidas dentro del Departamento de Caldas las provincias de Robledo y Marmato, por los límites legales que hoy tienen, como también la provincia del Sur del departamento de Antioquía. Parágrafo: La capital de este departamento será la ciudad de Manizales.
Bogotá, abril 11 de 1905. Publíquese y ejecútese.

 Rafael Reyes.

Después en 1908, se anexa a dicha unidad administrativa el actual Quindío, que en ese entonces era territorio caucano. Caldas finalmente termina siendo un departamento con más del 65 % de su territorio conformado por territorio que era caucano.

Conformación territorial del Viejo Caldas entre 1905 y 1912.

Hacia 1920, se presentó un fenómeno que contribuyó a la formación de fincas cafeteras, haciendas ganaderas y de trapiches paneleros y fue la culminación del proceso colonizador o el fin de los territorios libres para ser colonizados por los campesinos sin tierra.
El departamento de Risaralda fue creado por el Congreso de Colombia en 1966. Fue el resultado de un proceso de movilización político y social principalmente dirigido por las élites regionales y que llevó a la fragmentación del antiguo Viejo Caldas. La campaña para la creación del departamento fue estimulada por una amalgama de discursos que pusieron el énfasis en la identidad campesina, las relaciones económicas, sociales y culturales de Pereira (que sería la futura capital) con los municipios del occidente caldense, así mismo, se esgrimieron razones políticas y administrativas referentes a la desatención por parte de Manizales (capital en ese momento) en temas de inversión e infraestructura, al tiempo que era Pereira la ciudad que asumía el liderazgo de estos municipios. Los discursos sobre descentralización surgieron como la esperanza de que con el departamento de Risaralda habría una distribución más equitativa de los recursos, que irrigaría a los municipios y veredas más olvidadas.
Los medios de comunicación, en especial la prensa, se encargaron de legitimar y promocionar todos estos discursos promovidos desde la Junta Pro-Risaralda, encabezada por Gonzalo Vallejo Restrepo. Justamente con dicho propósito se creó el periódico El Diario de Risaralda, como la principal tribuna de las ideas separatistas y el principal medio de controversia con La Patria (el periódico de Manizales).  

## Geografía

### Límites
Risaralda limita con varios departamentos:
| Noroeste: Chocó                               | Norte: Antioquia     | Nordeste: Antioquia y Caldas (Río Risaralda)                                         |
| Oeste: Chocó (Parque Nacional Natural Tatamá) |                      | Este: Caldas                                                                         |
| Suroeste: Valle del Cauca                     | Sur: Valle del Cauca | Sureste: Quindío y Tolima (Cordillera Central y Parque Nacional Natural Los Nevados) |

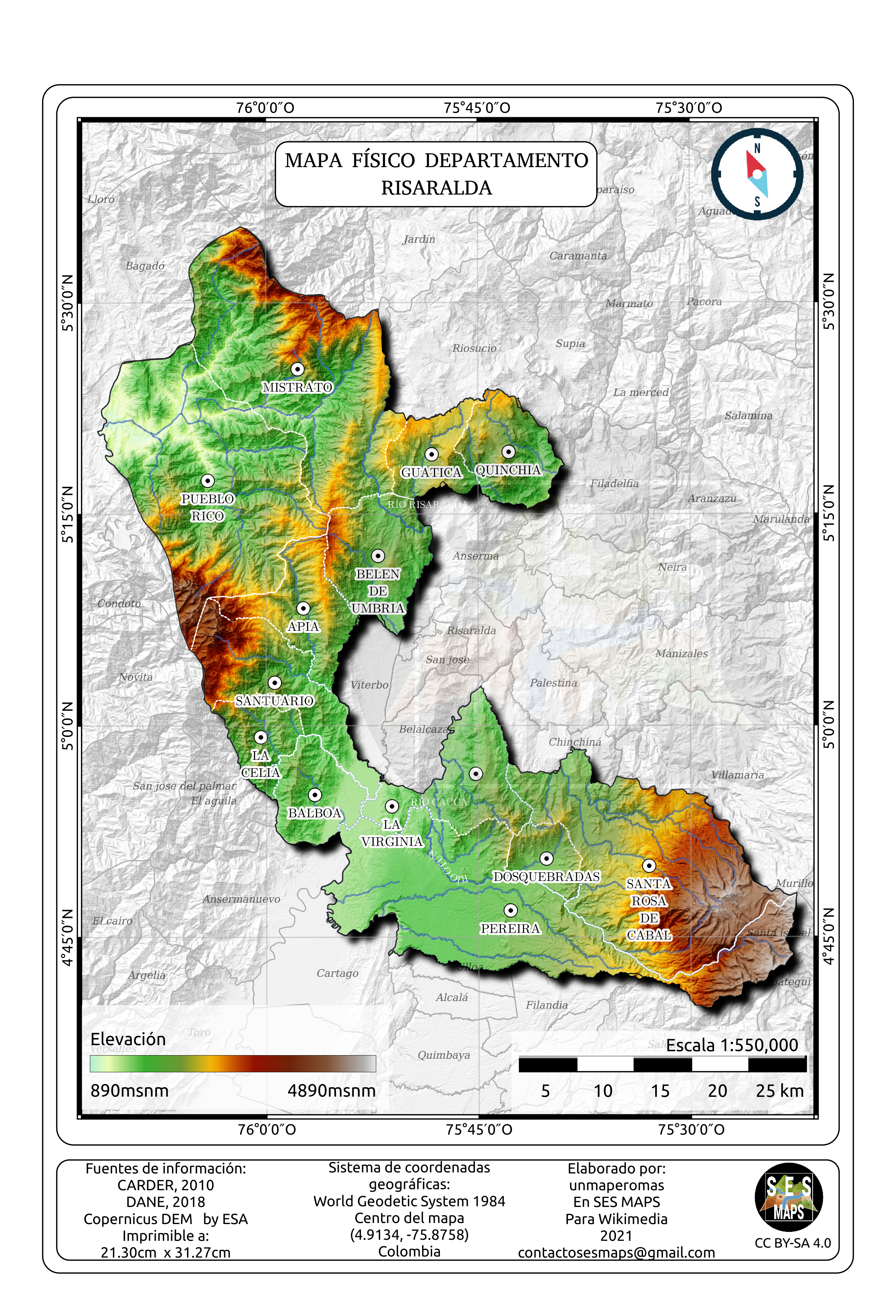
Mapa físico del departamento de Risaralda, con sus respectivos municipios y ríos principales.

El departamento tiene una extensión de 4140 km². El departamento se encuentra en el sector central de la región andina centro occidente del país, en medio de dos grandes polos de desarrollo económico (departamento de Antioquia al norte y el Valle del Cauca al sur, extendiéndose entre la cordillera central y occidental); cuyas laderas descienden hacia el Río Cauca. Está conformado por una zona central de topografía ligeramente ondulada a una elevación de 980m en el municipio de La Virginia. Esta zona está bordeada por las cordilleras Central y Occidental, la Central supera los 4500 m en los nevados de Santa Isabel y Quindío y la Occidental alcanza los 4000 m en el cerro Tatama; las dos cordilleras están separadas por el cañón del río Cauca.
Las cabeceras de los Municipios se encuentran entre 920 y 1840 m s. n. m.; abarcando los 4 pisos térmicos principales del departamento, así: cálido (8.9 %), medio (51 %), frío (31 %) y páramo (8.9 %). La temperatura promedio de la región oscila entre 18 y 21 °C.
La red hidrográfica del departamento está constituida por dos hoyas mayores que son la del río Cauca y la del río San Juan. Las formaciones fisiográficas están comprendidas por los macizos volcánicos de las cordilleras central y occidental, valles planos y estrechos formados por las cuencas naturales de los ríos Otún, Cauca, Risaralda y La Vieja.

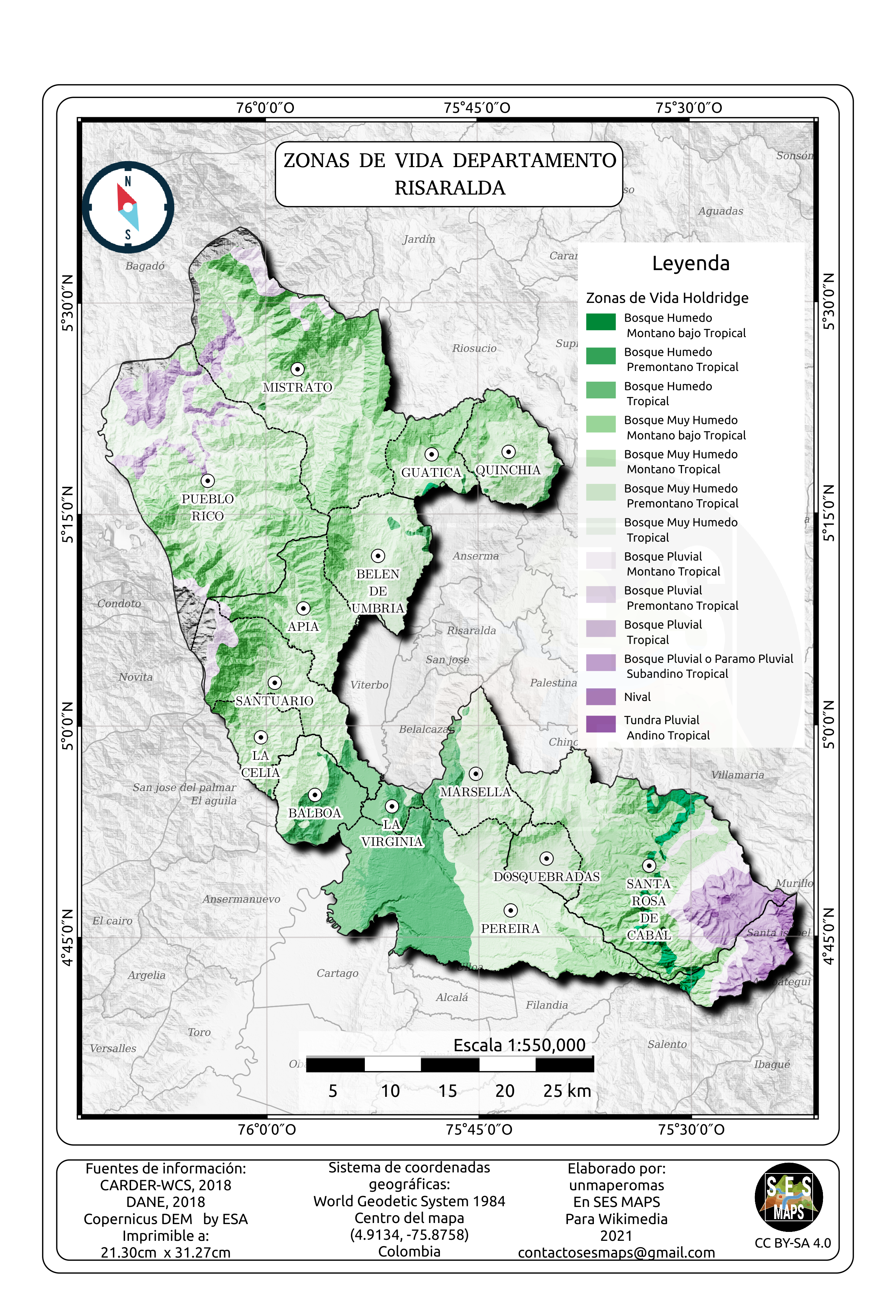
Mapa de las zonas de vida según la clasificación de Holdridge para el departamento de Risaralda.

Sus principales alturas son: Poleka Kasué (Santa Rosa de Cabal), Cerro de Tatamá (Santuario), cerro de Caramanta (Mistrató), Alto de las Palomas (Pueblo Rico), Alto de Pelahuevos (Apía), Cuchilla de la Serna (Mistrató), Cuchilla de San Juan (Apía), Cuchilla del Contento (Apía), Cuchilla la Tribuna (Pereira), Alto del Nudo (Dosquebradas) y Morro Azul (Pereira), Alto de la Campana (Apía) y el Alto de la Cristalina (Belén de Umbría).
Los suelos del departamento tienen su origen en rocas ígneas, cenizas volcánicas y los derivados de rocas sedimentarias y materiales aluviales y coluviales. De acuerdo a estos materiales, se encuentran en los municipios las unidades de suelo: Manila, Parnazo o 200, unidad 10 o Chinchiná y Malabar, siendo la de mayor extensión en la zona cafetera la unidad 10 o Chinchiná.
En cuanto a la clasificación agrológica, el 6.4 % del área departamental (exceptuando los municipios de Pueblo Rico, Mistrató y Belén de Umbría que no tienen estudio agrológico), corresponde a las clases II, III y IV, el 77.2 % a las clases V, VI y VII y el 16.4 % a la clase VIII y en cuanto al aspecto agrológico, principalmente se encuentran las unidades Mj. y Fn., las que ocupan el 58.6 % del área total consideradas aptas para gran variedad de cultivos y bosques. En el departamento hay gran variedad de zonas de vida, las que se distribuyen así: bmh-PM (40.3 %), bmh-MB (28.7 %), BP-pm (9.4 %) y el resto (21.5 %) corresponden a bs-T, bh-T, bh-T, bh-PM, bp-MB, bh-M, bp-M, entre otros.

## Medio ambiente
Según la clasificación de zonas de vida, propuesta por Leslie Holdrige, la Wildlife Conservation Society (WCS) en un trabajo en conjunto con la Corporación autónoma regional de Risaralda (CARDER), elaboraron la cartografía que recopila las 12 zonas de vida del departamento de Risaralda, sin embargo cabe recalcar que no aparecen las zonas de bosque seco tropical (BST) categorizadas por el Instituto de Investigación de Recursos Biológicos Alexander von Humboldt en el año 2014.

## División administrativa
Administrativamente la integran por 14 municipios de los cuales la ciudad de Pereira es la capital. Los municipios se clasifican en subregiones:
- 'Vertiente Oriental': Pereira, Dosquebradas, Marsella y Santa Rosa de Cabal.
- 'Vertiente Occidental': Apía, Balboa, Belén de Umbría, Guática, La Celia, La Virginia, Quinchía y Santuario.
- 'Vertiente Pacifico': Mistrató y Pueblo Rico.

## Demografía

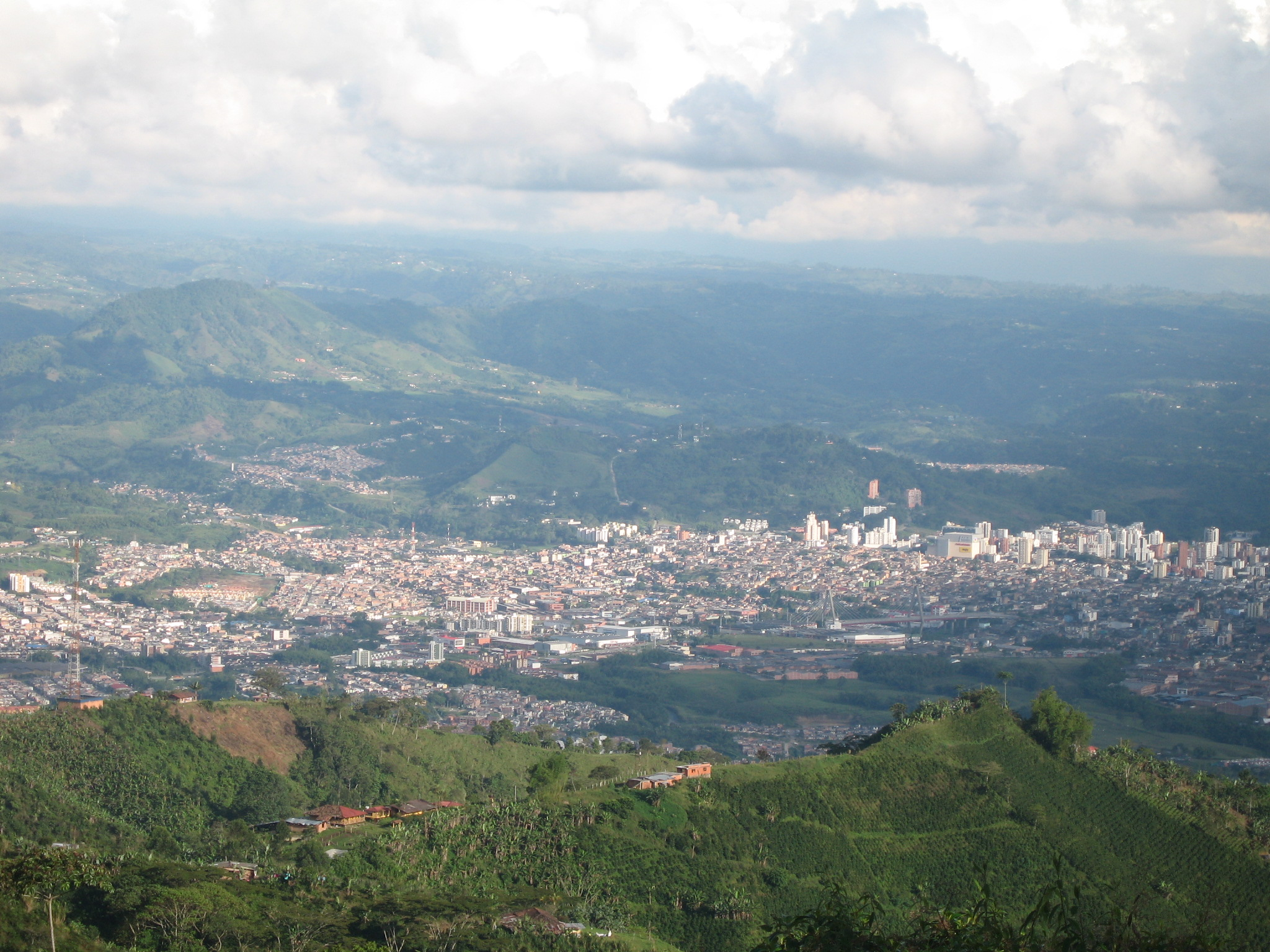
Pereira vista desde la serranía Alto del Nudo.

| Evolución de la población del departamento de Risaralda (1973-2025)       |
|                                                                           |
| Población según censo. Población según proyección.Fuente: Statoids. DANE. |

### Etnografía
- Mestizos & Blancos (92,05 %)
- Negros o Afrocolombianos (5,07 %)
- Amerindios o Indígenas (2,88 %)
- Gitanos (0.00 %)

Según datos preliminares del censo de 2005, su población es de 859 666 habitantes, de los cuales 665 104 corresponden a las cabeceras municipales y 194 562 al sector rural, de los cuales 418 236 son hombres y 441 430 mujeres, agrupados en 231 592 hogares que habitaban 231 780 viviendas.
- Datos preliminares de población del censo de 2005. Fuente: DANE

La densidad poblacional del departamento, estimada para el año 2000, es de 258.5 habitantes por km². La subregión que presenta menor índice de densidad poblacional es la que corresponde a Mistrató y Pueblo Rico. Este resultado puede deberse a la falta de vías de penetración y a la baja calidad y disponibilidad de servicios de todo tipo, La mayor densidad poblacional la presentan los municipios de Dosquebradas, La Virginia y Pereira.

### Inmigración
El más reciente censo general de la nación, realizado por el Departamento Administrativo Nacional de Estadística de Colombia (DANE), presenta los siguientes resultados acerca del país de nacimiento de los habitantes del departamento de Risaralda:
| N.º        | País           | Población |
| ---------- | -------------- | --------- |
| 1          | Venezuela      | 20 370    |
| 2          | España         | 1 828     |
| 3          | Estados Unidos | 865       |
| 4          | Ecuador        | 413       |
| 5          | Chile          | 180       |
| 6          | Panamá         | 136       |
| 7          | Argentina      | 128       |
| 8          | México         | 126       |
| 9          | Francia        | 102       |
| 10         | Perú           | 101       |
| No informa | No informa     | 73        |
| Otros      | Otros          | 1 026     |
| Total      | Total          | 25 348    |

## Símbolos

### Bandera
Las catorce (14) estrellas de plata representan los catorce municipios del Departamento. El fondo verde representa la fertilidad de sus tierras y la vocación agrícola de sus gentes.

### Escudo
El campo de azul simboliza, de los elementos, el aire; de las calidades humanas, la lealtad; del joyelero, el zafiro; de los sentimientos, el amor; de los planetas, Venus; de los metales, el acero que dice progreso; del mundo vegetal, el álamo y de la flora, la violeta; del reino animal especialmente el pavo real. Este color dice de realeza, majestad, hermosura, serenidad. Azul en las armas manifiesta bondad y benevolencia, respeto y equidad, justicia y orden.
Las abejas son símbolo universal de laboriosidad, de trabajo, de industria, de comercio. Su metal oro simboliza del joyelero, el topacio; de los astros, el sol; de los elementos, el fuego, del reino vegetal, el ciprés; de las flores, el girasol; de las aves, el gallo; de los cuadrúpedos, el león; de los peces, el delfín. En el orden de los atributos morales significa riqueza, fuerza, fe, vitalidad, pujanza, pureza, constancia. Su uso obliga a hacer el bien a los pobres y defender el orden legal.
El cuartel cortinado, es decir, mantelado, hace más dinámico el significado general del escudo, por cuanto que el ápice del triángulo es símbolo de altura y superación.
El cantón céntrico, de forma triangular desigual, ofrece su campo en sinople (verde) y simboliza la tierra y en sus manifestaciones, el agro; de las virtudes, la esperanza; de los minerales, la esmeralda; de los planetas. Mercurio que es el mensajero alado, del reino vegetal, el laurel y la siempreviva; del reino animal, el papagayo. Significa en su todo libertad y abundancia. Su uso obliga socorrer a los labradores y en general el desarrollo del agro, así como a los huérfanos y pobres que están oprimidos.
Como símbolo lleva una piña estilizada en metal, oro. Ella pueda tomarse como pujanza de los nuevos afanes por la diversificación de la industria agrícola, que ha encontrado en Risaralda y particularmente, en su ciudad capital notable incremento, convirtiéndose su sistema en modelo para el resto del país.
Los restantes cantones, diestro y siniestro, van en campo de oro. Cada uno de ellos, descendiendo y paralelamente a los catetos que cortinan el cuartel ofrecen un gajo de cafeto, que van en su color natural. Son símbolo de una industria básica de los moradores del Departamento, que a la vez es la del país en general, como fuente generadora de riqueza, de divisas y desarrollo agrario.
El soporte, que es denominado cartela, no hace parte en sí mismo del escudo.Su uso simplemente obedece al hecho de que por tratarse de un escudo que no puede timbrarse con piezas honorables, conforme a las razones en antes expuestas, suele emplearse para crearle majestad al blasón. Fuerza si estar coloreado con tonos ocre o pardo, que desde luego son esmaltes heráldicos propiamente.

### Himno del Departamento
Letra: Luis Carlos Gonzáles Mejía
Música: Laureano Betancurth Chavarro
| Salve, recia fusión poderosade civismo, de brazo y montañaque forjó con arcilla de ancestroinmortales perfiles de estatua.Risaralda, con casta de hidalgos,cumplirá juro a Dios su palabra,en jornada tenaz sin fatiga,y en función permanente de Patria.Fiel retoño de cepa labriega en vivero de Pueblos de Caldas,conquistando futuro y espacio para el vuelo cautivo en sus alas,una aurora inicial de febrero arrogante surgió Risaralda, con honesta esperanza de surco y rumor de oraciones y fragua. | No fue el odio que todo destruye agresiva razón de su causa;fue el anhelo de ver la semilla convertida en dorada abundancia, y triunfante la airosa bandera que en abrazo fraterno formaransus catorce lucientes estrellas sobre verde de mapa y labranza.Más justicia, más paz, más trabajo más cultura, más luz y enseñanzay más leña avivando la lumbre hacendosa en la humilde cabaña,es la ley natural que persigue como meta final de su marcha, esculpiendo su joven historia con orgullo, tesón y confianza. |

## Economía
Las actividades económicas del departamento son la agricultura, la ganadería, la industria, el comercio y en los últimos años, metalúrgica, la producción de combustible (alcohol carburante). En los productos agrícolas sobresale la producción de café, caña de azúcar, plátano, yuca, cacao, piña, guayaba, papa, maíz, algodón y algunos frutales. La ganadería tiene propósitos lecheros y de carne. La producción industrial se concentra en los alimentos, las bebidas, los textiles, el papel y carbón. El comercio se localiza principalmente en la capital Pereira. En cinco municipios del departamento existen afectaciones a la economía producto de la minería ilegal que se ejerce en ellos: Pueblo Rico, Santa Rosa de Cabal, Quinchía, Guática y Mistrató.

## Música y danza
Risaralda es uno de los departamentos con mayor riqueza musical. Al ser parte de la región andina, predominan ritmos como el Bambuco, el Pasillo Lento, de Salón y Fiestero, la Danza, la Guabina, la Marcha, entre otros. Otras de las variantes musicales más importantes del Risaralda es la popular música llamada guasca, muy popular en la época de diciembre. También se cultivan géneros de origen antioqueño como el Porro paisa, la Rumba y el Baile Bravo.
A continuación escucharemos un audio donde se copilan 13 ritmos de gran importancia en el departamento.
En orden: Ajena (Bambuco), Te Extraño (Pasillo Lento), Mi Refugio (Danza), El Polvero (Rumba), El Presidente (Baile Bravo), Las Canas de la Abuela (Porro Antioqueño), Granada (Marcha), El Pereirano (Pasillo Fiestero), Vuelta a Colombia (Pasillo de Salón), El Transistor (Parranda), El Mecedor (Merengue Parrandero), El Fosforito (Porro Parrandero) y Para Hacer la Nochebuena (Pasillo Parrandero).

## Política
La Asamblea Departamental de Risaralda, conjuntamente con el gobernador, rigen los destinos del departamento de Risaralda.
La Asamblea Departamental es una corporación de elección popular, integrada por 12 diputados, y son elegidos cada cuatro años en calidad de servidores públicos.
El gobernador es elegido por elección popular para un período de cuatro años.
Los alcaldes de cada municipio también son elegidos popularmente.
Por tradición, en Risaralda habían predominado para las elecciones de los dos partidos políticos Liberal y Conservador. Pero, especialmente en el área metropolitana Centro Occidente, esta tendencia ha perdido fuerza; irrumpiendo nuevas colectividades como el Centro Democrático (Colombia), el Partido Cambio Radical y el Partido de la U.

## Gobernadores
Anexo:Gobernadores de Risaralda
| Nombre                         | Periodo   | Partido Político                          | Plan de Desarrollo                                                           |
| ------------------------------ | --------- | ----------------------------------------- | ---------------------------------------------------------------------------- |
| Juan Diego Patiño              | 2024-2027 | Liberal                                   | Risaralda equitativa e incluyente                                            |
| Víctor Manuel Tamayo Vargas    | 2020-2023 | Colombia Justa y Libre                    | Risaralda sentimiento de todos                                               |
| Sigifredo Salazar Osorio       | 2016-2020 | Conservador                               | Risaralda verde y emprendedora                                               |
| Carlos Alberto Botero López    | 2012-2016 | Unidad Nacional Incluyente con Resultados | Risaralda gobernación con resultados                                         |
| Víctor Manuel Tamayo Vargas    | 2008-2012 | Conservador                               | Risaralda sentimiento de todos                                               |
| Carlos Alberto Botero López    | 2004-2008 | Liberal                                   | Risaralda gobernación con resultados                                         |
| Elsa Gladys Cifuentes Aranzazu | 2001-2004 | Conservador                               | Risaralda desarrollo con rostro humano y social en igualdad de oportunidades |
| Carlos Arturo López Ángel      | 1998-2001 | Liberal                                   | Es tiempo de sembrar                                                         |
| Diego Patiño Amariles          | 1995-1998 | Liberal                                   | Un Gobierno para la Gente                                                    |
| Roberto Gálvez Montealegre     | 1992-1995 | Liberal                                   | Risaralda Empresa con futuro                                                 |

| Nombre                         | Periodo        | Partido Político | Presidente                 |
| ------------------------------ | -------------- | ---------------- | -------------------------- |
| John Jairo Velásquez Cárdenas  | 1991-1992      | Liberal          | César Gaviria Trujillo     |
| Ernesto Zulúaga Ramírez        | 1990-1991      | Liberal          | César Gaviria Trujillo     |
| Bernardo Gil Jaramillo         | 1988-1990      | Conservador      | Virgilio Barco Vargas      |
| Diego Patiño Amariles          | 1987-1988      | Liberal          | Virgilio Barco Vargas      |
| Fabio Villegas Ramírez         | 1986-1987      | Liberal          | Virgilio Barco Vargas      |
| Carlos Hernando Mejía Sierra   | 1986 encargado | Liberal          | Virgilio Barco Vargas      |
| Luis Carlos Villegas Echeverri | 1985-1986      | Liberal          | Belisario Betancur Cuartas |
| Ricardo Illián Botero          | 1984-1985      | Liberal          | Belisario Betancur Cuartas |
| Amparo Jaramillo de Drews      | 1983-1984      | Liberal          | Belisario Betancur Cuartas |
| Germán Gaviria Vélez           | 1982-1983      | Conservador      | Belisario Betancur Cuartas |
| Luis Guillermo Vélez Londoño   | 1981-1982      | Liberal          | Julio César Turbay Ayala   |
| Amparo Lucía Vega Montoya      | 1980-1981      | Conservador      | Julio César Turbay Ayala   |
| Alfonso Giraldo Aristizabal    | 1980 encargado | Conservador      | Julio César Turbay Ayala   |
| José Ramón Ortega Rincón       | 1979-1980      | Conservador      | Julio César Turbay Ayala   |
| Alfonso Giraldo Aristizabal    | 1979 encargado | Conservador      | Julio César Turbay Ayala   |
| Emiliano Isaza Henao           | 1978-1979      | Conservador      | Julio César Turbay Ayala   |
| Fabio Vásquez Botero           | 1978           | Conservador      | Julio César Turbay Ayala   |
| Carlos Arturo Ángel Arango     | 1977-1978      | Liberal          | Alfonso López Michelsen    |
| Carlos Alberto Botero Trujillo | 1976-1977      | Liberal          | Alfonso López Michelsen    |
| Gonzalo Vallejo Restrepo       | 1975-1976      | Liberal          | Alfonso López Michelsen    |
| María Isabel Mejía Marulanda   | 1975           | Liberal          | Alfonso López Michelsen    |
| Alberto Mesa Abadía            | 1975           | Conservador      | Alfonso López Michelsen    |
| Hernando Uribe Ángel           | 1974-1975      | Liberal          | Alfonso López Michelsen    |
| Neyda Cárdenas de Castaño      | 1973-1974      | Conservador      | Misael Pastrana Borrero    |
| Mario Jiménez Correa           | 1972-1973      | Liberal          | Misael Pastrana Borrero    |
| Enrique Millán Rubio           | 1972           | Liberal          | Misael Pastrana Borrero    |
| José Jaramillo Botero          | 1972           | Conservador      | Misael Pastrana Borrero    |
| Fabio Ángel Jaramillo          | 1972           | Liberal          | Misael Pastrana Borrero    |
| Bernardo Ramírez Rodríguez     | 1971-1972      | Conservador      | Misael Pastrana Borrero    |
| Reinaldo Rivera Benavides      | 1970-1971      | Conservador      | Misael Pastrana Borrero    |
| Gilberto Castaño Robledo       | 1970           | Liberal          | Carlos Lleras Restrepo     |
| Jorge Vélez Gutiérrez          | 1969-1970      | Liberal          | Carlos Lleras Restrepo     |
| Gilberto Castaño Robledo       | 1969 encargado | Liberal          | Carlos Lleras Restrepo     |
| Camilo Mejía Duque             | 1968-1969      | Liberal          | Carlos Lleras Restrepo     |
| Luis Eduardo Ochoa Gutiérrez   | 1967-1968      | Conservador      | Carlos Lleras Restrepo     |
| Castor Jaramillo Arrubla       | 1966-1967      | Conservador      | Carlos Lleras Restrepo     |

## Diputados
| Nombre                         | Partido Político                                    | Votos   |
| ------------------------------ | --------------------------------------------------- | ------- |
| Pablo Giordanelli Delgado      | Partido Liberal Colombiano                          | 17.107  |
| Diómedes de Jesús Toro Ortiz   | Partido Liberal Colombiano                          | 14.713  |
| Jaime Esteban Duque García     | Partido Liberal Colombiano                          | 14.178  |
| Javier Antonio Ocampo López    | Partido Liberal Colombiano                          | 11.580  |
| Carlos Andrés Gil González     | Partido Conservador Colombiano                      | 11.247  |
| Carlos Wilson Suárez Zuluaga   | Partido Conservador Colombiano                      | 6.926   |
| Jacqueline Fernández Peláez    | Coalición MIRA / La U                               | 15.736  |
| Juan Carlos Valencia Montoya   | Coalición MIRA / La U                               | 8.024   |
| José Durgues Espinosa Martínez | Centro Democrático                                  | 13.038  |
| Ferney Londoño Vaquero         | Alternativos                                        | 7.694   |
| Paola Andrea Nieto Londoño     | Partido Cambio Radical                              | 8.972   |
| Javier Darío Marulanda Gómez   | Sentimiento de Todos (Segunda Votación Gobernación) | 110.912 |

## Congresistas 2022-2026
| Nombre                      | Partido Político           | Votos |
| --------------------------- | -------------------------- | ----- |
| Carolina Giraldo Botero     | Partido Alianza Verde      |       |
| Alejandro García Ríos       | Partido Alianza Verde      |       |
| Aníbal Gustavo Hoyos Franco | Partido Liberal Colombiano |       |
| Diego Patiño Amariles       | Partido Liberal Colombiano |       |

| Nombre                 | Partido Político               | Votos |
| ---------------------- | ------------------------------ | ----- |
| Juan Pablo Gallo Maya  | Partido Liberal Colombiano     |       |
| Juan Samy Merehg Marún | Partido Conservador Colombiano |       |

## Parques nacionales naturales

### Cordillera Central
Parque nacional natural Los Nevados
Santuario de fauna y flora Otún Quimbaya

### Cordillera Occidental
Parque nacional natural Tatamá